# 浮穴村 (愛媛県上浮穴郡)
浮穴村（うけなむら）は、かつて愛媛県上浮穴郡にあった村である。

## 沿革
- 1889年12月15日 - 町村制により上浮穴郡北平村、川上村、小屋村が合併し、浮穴村が発足。
- 1943年4月1日 - 大字北平・川上が喜多郡河辺村（現在の大洲市河辺町）、大字小屋が東宇和郡惣川村（現在の西予市野村町惣川地区）に分離編入され消滅。

## 経済

### 産業
農業
『大日本篤農家名鑑』によれば浮穴村の篤農家は、「城戸佐助、矢野英馬」などがいた。『大日本蚕業家名鑑 正』によれば浮穴村の養蚕家は、「石田徳三郎、関井一」などがいた。

## その他
- 村名は羅漢穴（元は浮穴）から由来する。